# Barda
Barda este un oraș din Azerbaidjan.